# Carrizo Indijanci
Carrizo (pl. Carrizos). -Pleme Indijanaca ili grupa srodnih bandi porodice Coahuiltecan nastanjenih u sjeveroistočnom Meksiku i jugu Teksasa. Prema Thomasu N. Campbellu u Carrizose pripadaju grupe Pajaseque, Pinto, Tejón, Tusane, Yemé, Ymic, Yué. Carrizose povijest pamti po tome što su na sjever od Meksika proširili kult peyotla (kaktus peyote, Lophophora williamsii) što su prihvatila plemena Lipan, Comanche, Tonkawa i drugi.

## Plemena
- Pajaseque.- Zvani i (Pausaqui, Paxaseque), živjeli su u vrijeme španjolskih otkriča kod današnjeg Corpus Christija, otkriveni 1746. – 47.  Kasnije ovo pleme završava na misiji San Antonio de Valero u San Antoniju, Teksas.
- Pinto.- Sredinom 18. stoljeća naseljavali su sjeverni Tamaulipas, Meksiko i južni Teksas. Godine 1749. jedna grupa se nalazi kod San Fernanda u Tamaulipasu, ostali se nalaze na obje strane Rio Grande, kod sadašnjeg sektora Reynosa-McAllen. Godine 1757. Pinto imaju jedno naselje na jugu Hidalga. Neke Pinto obitelji odlaze u misije San Fernando i Nuevo Santander (sjeverni Tamaulipas). U kasnija vremena nekoliko Pinto Indijanaca (kasna 1900.) još je živjelo blizu Reynose.
- Tejón (Texón).- Ime ovog plemena u španjolskom znači jazavac (badger), sredinom osamnaestog stoljeća, kada su otkriveni, živjeli su na južnoj obali Rio Grande u blizini Reynose, Tamaulipas. Nakon naseljavanja Reynose Tejoni kreću prema Río San Juanu, oko 25 milja (40 km) od Camarga gdje ih je nešto preostalo do iza 1800. Godine 1886. grupa Carrizosa i nešto Tejona živi kod Charco Escondido, odnosno oko 20 milja (32 kilometra) južno od Reynose. Tu ih je nešto preostalo 1907. u naselju poznatom kao Las Prietas.
- Tusane (Tuzane).- Ovo pleme poznato je samo po misiji San Juan Bautista kod Eagle Passa. Njihov dom čini se bio je duž Rio Grande blizu Lareda. Zapisi iz San Juan Bautiste spominju ime Tusonid, što je vjerojatno bila varijanta od Tusane.
- Yemé Indijanci su također iz sjeveroistočnoh Meksika i susjednog Teksasa sa središtem oko Lareda. Za njih se kaže da su identični Ymic Indijancima koji su 1708 locirani na Rio Grande kod misije San Juan Bautista u području sadašnjeg Eagle Passa. Campbell drži da Yemé i Ymic (ako nisu isti), svakako su potomci Imimules ili Imipectes Indijanaca koji su tokom 17. stoljeća živjeli u sjeveroistočnom Nuevo Leónu.
- Yué. – Ovo pleme naseljavalo je u osamnaestom stoljeću sjeveroistočni Meksiko i ekstremni jug Teksasa. U ranom devetnaestom stoljeću bilo ih je još kod Camarga u Tamaulipasu.

## Vanjske poveznice
- Carrizo Comecrudo Tribes of Texas
- Carrizo Indian Tribe History